# Wallerstädten
Wallerstädten ist ein Stadtteil der südhessischen Kreisstadt Groß-Gerau im gleichnamigen Landkreis Groß-Gerau.

## Geographie
Wallerstädten liegt etwa einen Kilometer südwestlich der Kernstadt Groß-Gerau. Es gehört zum Rhein-Main-Gebiet und liegt zwischen Darmstadt und Mainz am Nordrand des Hessischen Rieds und auf der südlichen Seite des Landgrabens, der das Innenstadtgebiet von Darmstadt bei Trebur in den Schwarzbach entwässert, der seinerseits bei Ginsheim-Gustavsburg in den Rhein mündet.
Um den alten Ortskern entstanden drei größere Neubausiedlungen. Es begann in den 1960er Jahren mit der sogenannten „Siedlung“ im Südwesten. Um 1980 kam im Südosten das Neubaugebiet „Lange Hecke“ hinzu und schließlich in den frühen 1990er Jahren das sogenannte „Häuserfeld“ nordwestlich des Ortskerns. Das älteste Gebäude Wallerstädtens, die Alte Mühle von 1619, steht als einziges Anwesen des Dorfes auf der Nordseite des Landgrabens.
Wallerstädten hat eine eigne Gemarkung. Aktuelle und historische Siedlungsplätze in der Gemarkung sind:

- Quelle: Historisches Ortslexikon[3]
- Wüstung Altloch[4]
- Gehöftgruppe Rheinfelderhof[5]

Die nächstgelegenen Ortschaften sind die Kernstadt Groß-Gerau im Nordosten, Berkach im Osten, Dornheim im Südosten, Leeheim im Süden, Geinsheim im Südwesten, Trebur im Nordwesten und Nauheim im Norden.

## Geschichte

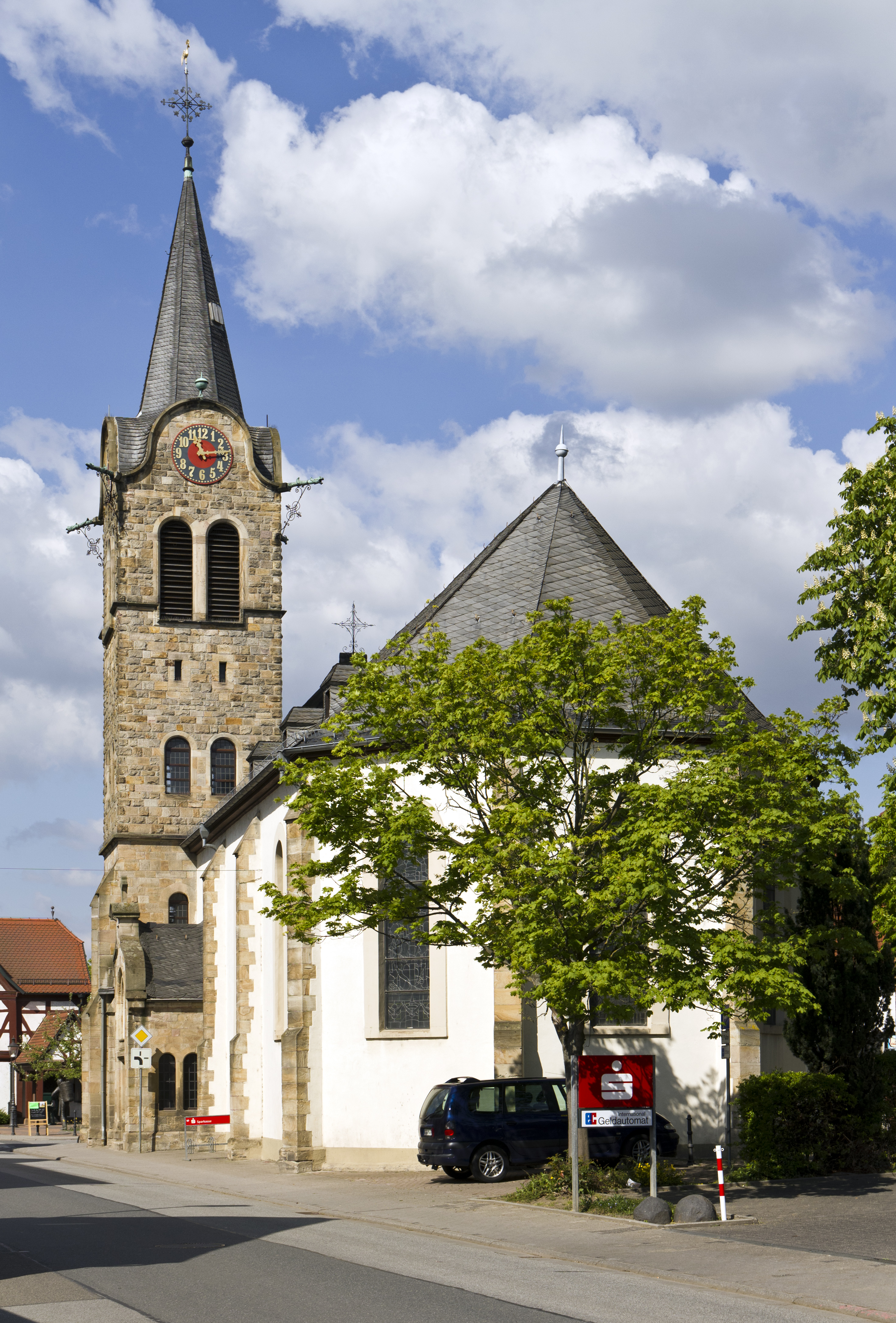
Evangelische Kirche

### Ortsgeschichte
Wallerstädten wurde im Jahre 1281 erstmals urkundlich als Waldirsteden erwähnt. Der Ortsname bedeutete ursprünglich Stätten im Wald. Gräber weisen auf eine Besiedelung schon um 600 n. Chr. hin. In den historischen Unterlagen findet Wallerstädten in den folgenden Jahrhunderten unter anderem mit diesen Ortsnamen Erwähnung: Walderadesteden im Jahr 1326, Stederweg in der Gemeinde Dornheim 1326, Walder Steden 1403, Steden gen. Waldsteden 1414, Waldersteten 1450, Walersteden 1613 und Wallerstätten im Jahr 1733.
Wallerstädten gehörte zu den Königsgütern und wurde 1013 durch König Heinrich II. an das Bistum Würzburg vergeben. Später war es Teil der Obergrafschaft Katzenelnbogen und danach der Landgrafschaft Hessen. 1518 fiel der Ort einer Brandschatzung durch Franz von Sickingen zum Opfer. Im Dreißigjährigen Krieg wurde Wallerstädten im Jahr 1622 von mansfeldischen Truppen noch einmal zerstört.
Verwaltungsmäßig gehörte Wallerstädten bis 1820 zum Amt Rüsselsheim, das ab 1806 zur Provinz Starkenburg des Großherzogtums Hessen gehörte. 1821 wurden im Großherzogtum Landratsbezirke eingeführt und Wallerstädten wurde dem Landratsbezirk Dornberg zugeteilt.
Die Statistisch-topographisch-historische Beschreibung des Großherzogthums Hessen berichtet 1829 über Wallerstädten:

„Wallerstädten (L. Bez. Dornberg) luth. Pfarrdorf; liegt am Landbach, so wie an der von Darmstadt nach dem Rhein ziehenden Chaussee und 3⁄4 St. von Dornberg. Der Ort hat 94 Häuser und 651 Einw., die außer 10 Kath. und 33 Juden luth. sind. Die Kapelle zu St. Valentin und Ottilie wurde von dem Caplan in Großgerau besorgt; später bekam zwar der Ort einen eignen Prediger, blieb aber immer noch mit Großgerau in kirchlicher Hinsicht verbunden, bis er endlich 1822 zur eignen Pfarrei erhoben wurde. Unterm Jahr 1238 kommt in der Gemarkung der Hof Altloch vor, der aber ausgegangen ist.“

1832 wurden Kreise geschaffen. Dabei kam Wallerstädten in den Kreis Groß-Gerau. Die Provinzen, die Kreise und die Landratsbezirke des Großherzogtums wurden am 31. Juli 1848 abgeschafft und durch Regierungsbezirke ersetzt, was jedoch bereits am 12. Mai 1852 wieder rückgängig gemacht wurde. Daher gehörte Wallerstädten von 1848 bis 1852 zum Regierungsbezirk Darmstadt, bevor wieder der Kreis Groß-Gerau für die übergeordnete Verwaltung zuständig wurde. Dort verblieb der Ort durch alle weiteren Verwaltungsreformen bis heute.
Die zuständige Gerichtsbarkeit war, während der Zugehörigkeit zu Hessen-Darmstadt, von 1821 bis 1879 das Landgericht Großgerau und ab 1879 das daraus hervorgegangene Amtsgericht Groß-Gerau.
Zu Beginn des 18. Jahrhunderts entstanden zahlreiche stattliche Bauten, darunter das Fachwerkrathaus mit massivem Untergeschoss. Wallerstädten erhielt 1963 den Titel Schönstes Dorf des Kreises Groß-Gerau.
In der Gemarkung Wallerstädten gab es große Apfelbaumkulturen. Die dort geernteten Äpfel hatten weit über die Ortsgrenzen einen guten Ruf. Daher trugen die Einwohner des Ortes den Spitznamen Wallersteerer Äppelköpp („Wallerstädter Apfelköpfe“).
Hessische Gebietsreform (1970–1977)
Im Zuge der Gebietsreform in Hessen wurden die Gemeinde Dornheim, Wallerstädten und Groß-Gerau am 1. Januar 1977 kraft Landesgesetz zur neuen Stadt Groß-Gerau zusammengeschlossen. Ortsbezirke wurden nicht gebildet.

### Verwaltungsgeschichte im Überblick
Die folgende Liste zeigt die Staaten und Verwaltungseinheiten, denen Wallerstädten angehört(e):
- vor 1479: Heiliges Römisches Reich, Grafschaft Katzenelnbogen, Obergrafschaft Katzenelnbogen, Amt Dornberg
- ab 1479: Heiliges Römisches Reich, Landgrafschaft Hessen (durch Erbfall), Obergrafschaft Katzenelnbogen, Amt Rüsselsheim
- ab 1567: Heiliges Römisches Reich, Landgrafschaft Hessen-Darmstadt, Obergrafschaft Katzenelnbogen, Amt Rüsselsheim
- ab 1803: Heiliges Römisches Reich, Landgrafschaft Hessen-Darmstadt, Fürstentum Starkenburg, Amt Rüsselsheim
- ab 1806: Großherzogtum Hessen,[Anm. 2] Fürstentum Starkenburg, Amt Rüsselsheim[13]
- ab 1815: Großherzogtum Hessen[Anm. 3], Provinz Starkenburg, Amt Rüsselsheim
- ab 1821: Großherzogtum Hessen, Provinz Starkenburg, Landratsbezirk Dornberg[Anm. 4]
- ab 1832: Großherzogtum Hessen, Provinz Starkenburg, Kreis Groß-Gerau
- ab 1848: Großherzogtum Hessen, Regierungsbezirk Darmstadt
- ab 1852: Großherzogtum Hessen, Provinz Starkenburg, Kreis Groß-Gerau
- ab 1871: Deutsches Reich, Großherzogtum Hessen, Provinz Starkenburg, Kreis Groß-Gerau
- ab 1918: Deutsches Reich (Weimarer Republik), Volksstaat Hessen, Provinz Starkenburg, Kreis Groß-Gerau
- ab 1938: Deutsches Reich, Volksstaat Hessen, Landkreis Groß-Gerau[14][Anm. 5]
- ab 1945: Deutsches Reich, Amerikanische Besatzungszone,[Anm. 6] Groß-Hessen, Regierungsbezirk Darmstadt, Landkreis Groß-Gerau
- ab 1946: Deutsches Reich, Amerikanische Besatzungszone, Land Hessen, Regierungsbezirk Darmstadt, Landkreis Groß-Gerau
- ab 1949: Bundesrepublik Deutschland, Land Hessen, Regierungsbezirk Darmstadt, Landkreis Groß-Gerau
- ab 1977: Bundesrepublik Deutschland, Land Hessen, Regierungsbezirk Darmstadt, Kreis Groß-Gerau, Stadt Groß-Gerau[Anm. 7]

### Safariland

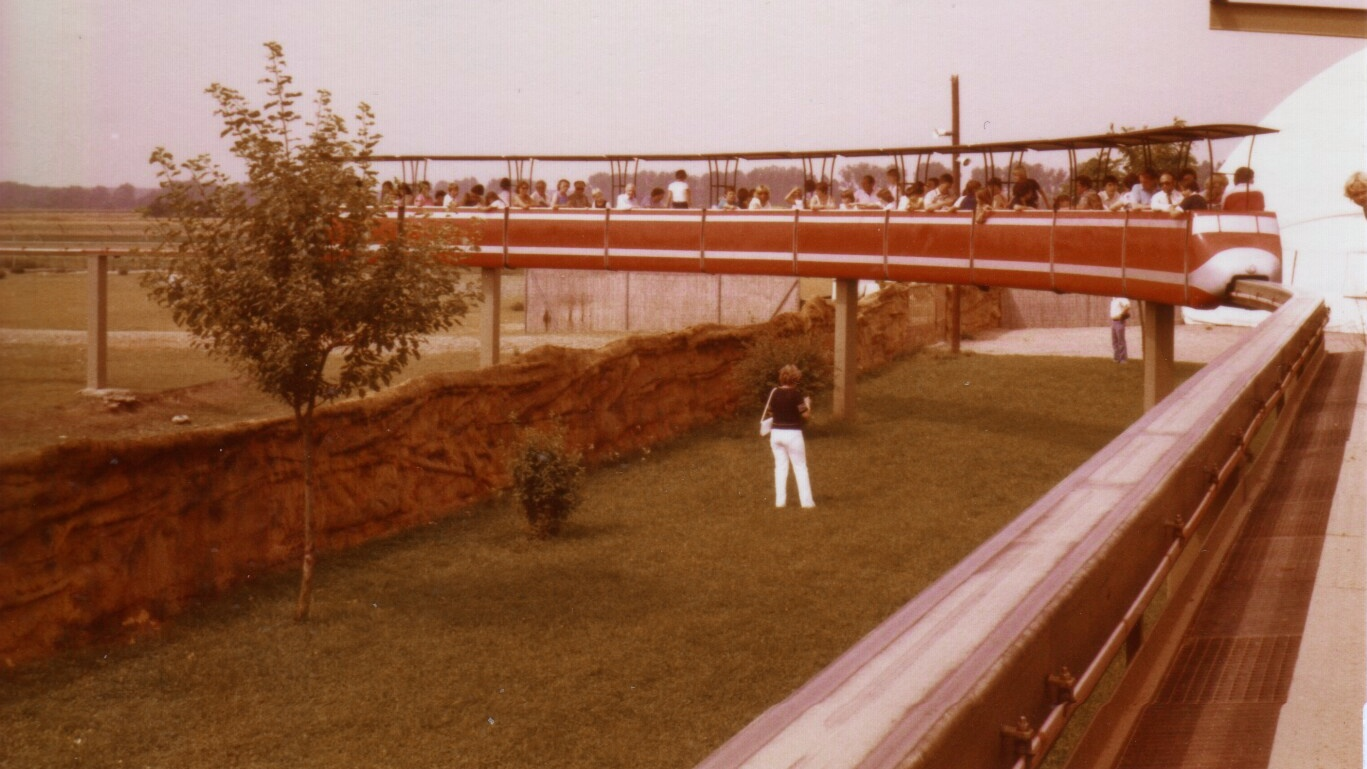
Sattelbahn im Safariland

Von 1970 bis 1985 gab es in Wallerstädten das Safariland ⊙, seinerzeit der größte Safari- und Freizeitpark Deutschlands, der laufend erweitert wurde. Man konnte mit dem Auto oder dem Safari-Bus durch Freigehege fahren, in denen Tiger und Löwen gehalten wurden. 1971 wurde eine Einschienenbahn, mit der man über das Serengetigelände fahren konnte, eingeweiht. Das Safariland war damals sehr gut besucht. Die Gemeinde Wallerstädten plante sogar den Bau einer Umgehungsstraße, da sich die Autos der Safariland-Besucher an guten Tagen bis in den Ort stauten.
Ab 1974 wurde das Gelände für Besucherfahrzeuge gesperrt. Stattdessen fuhr die Safaribahn im Western-Look durch das Gelände, wo über 250 Tiere, unter anderem Elefanten, Giraffen, Zebras, Emus, Kamele, Straußen, gehalten wurden. Es gab von 1973 bis 1983 unter einer Traglufthalle ein Delphinarium mit Delfin-Schau. Ein 180-Grad-Kino wurde eingerichtet und im Jahr 1979 ein Mad House, das Alte Haus von Rocki-Tocki, eröffnet. Weitere Attraktionen waren Affeninsel, Schauspielbühne, Ponyreiten, Pferdereitbahn, Bogenschießen, Kinder- und Erwachsenen-Spielplatz, Mondbasis, Rutschberg, Vogelfreiflughalle, Pfahldorf und Spielcasino.
Die Schließung erfolgte wegen finanzieller Schwierigkeiten, die sich schon abzeichneten, als 1983 die durch einen Orkan zerstörte Traglufthalle des Delphinarium nicht wieder aufgebaut werden konnte. Nach der Schließung wurden die Anlagen nach und nach abgebaut. Nur das Safariland-Restaurant ist noch vorhanden. Das Safariland ist einer der Spielorte des Romans Der stillste Tag im Jahr des Schriftstellers Ralf Schwob.

## Bevölkerung

### Einwohnerstruktur 2011
Nach den Erhebungen des Zensus 2011 lebten am Stichtag dem 9. Mai 2011 in Wallerstädten 2655 Einwohner. Darunter waren 150 (5,7 %) Ausländer. Nach dem Lebensalter waren 426 Einwohner unter 18 Jahren, 1001 zwischen 18 und 49, 588 zwischen 50 und 64 und 549 Einwohner waren älter. Die Einwohner lebten in 1149 Haushalten. Davon waren 327 Singlehaushalte, 390 Paare ohne Kinder und 330 Paare mit Kindern, sowie 81 Alleinerziehende und 21 Wohngemeinschaften. In nnn Haushalten lebten ausschließlich Senioren und in nnn Haushaltungen lebten keine Senioren.

### Einwohnerentwicklung
| • 1629: | 43 Hausgesesse            |
| • 1806: | 513 Einwohner, 91 Häuser  |
| • 1829: | 651 Einwohner, 94 Häuser  |
| • 1867: | 767 Einwohner, 116 Häuser |

| Wallerstädten: Einwohnerzahlen von 1791 bis 2020 | Wallerstädten: Einwohnerzahlen von 1791 bis 2020 | Wallerstädten: Einwohnerzahlen von 1791 bis 2020 | Wallerstädten: Einwohnerzahlen von 1791 bis 2020 | Wallerstädten: Einwohnerzahlen von 1791 bis 2020 |
| --- | ------------------------------------------------ | ------------------------------------------------ | ------------------------------------------------ | ------------------------------------------------ |
| Jahr |                                                  |                                                  |                                                  | Einwohner                                        |
| 1791 | 1791                                             |                                                  | 506                                              | 506                                              |
| 1800 | 1800                                             |                                                  | 461                                              | 461                                              |
| 1806 | 1806                                             |                                                  | 513                                              | 513                                              |
| 1829 | 1829                                             |                                                  | 651                                              | 651                                              |
| 1834 | 1834                                             |                                                  | 669                                              | 669                                              |
| 1840 | 1840                                             |                                                  | 711                                              | 711                                              |
| 1846 | 1846                                             |                                                  | 740                                              | 740                                              |
| 1852 | 1852                                             |                                                  | 761                                              | 761                                              |
| 1858 | 1858                                             |                                                  | 715                                              | 715                                              |
| 1864 | 1864                                             |                                                  | 766                                              | 766                                              |
| 1871 | 1871                                             |                                                  | 786                                              | 786                                              |
| 1875 | 1875                                             |                                                  | 750                                              | 750                                              |
| 1885 | 1885                                             |                                                  | 868                                              | 868                                              |
| 1895 | 1895                                             |                                                  | 918                                              | 918                                              |
| 1905 | 1905                                             |                                                  | 991                                              | 991                                              |
| 1910 | 1910                                             |                                                  | 1.027                                            | 1.027                                            |
| 1925 | 1925                                             |                                                  | 1.114                                            | 1.114                                            |
| 1939 | 1939                                             |                                                  | 1.145                                            | 1.145                                            |
| 1946 | 1946                                             |                                                  | 1.515                                            | 1.515                                            |
| 1950 | 1950                                             |                                                  | 1.697                                            | 1.697                                            |
| 1956 | 1956                                             |                                                  | 1.770                                            | 1.770                                            |
| 1961 | 1961                                             |                                                  | 1.765                                            | 1.765                                            |
| 1967 | 1967                                             |                                                  | 1.885                                            | 1.885                                            |
| 1970 | 1970                                             |                                                  | 1.963                                            | 1.963                                            |
| 1980 | 1980                                             |                                                  | ?                                                | ?                                                |
| 1990 | 1990                                             |                                                  | ?                                                | ?                                                |
| 2000 | 2000                                             |                                                  | ?                                                | ?                                                |
| 2011 | 2011                                             |                                                  | 2.655                                            | 2.655                                            |
| 2015 | 2015                                             |                                                  | 2.721                                            | 2.721                                            |
| 2020 | 2020                                             |                                                  | 2.750                                            | 2.750                                            |
| Datenquelle: Historisches Gemeindeverzeichnis für Hessen: Die Bevölkerung der Gemeinden 1834 bis 1967. Wiesbaden: Hessisches Statistisches Landesamt, 1968. Weitere Quellen: LAGIS; 1791; 1800; Zensus 2011; nach 2011 Website Groß-Gerau (Webarchiv) |                                                  |                                                  |                                                  |                                                  |

### Historische Religionszugehörigkeit
| • 1829: | 0608 lutheranische (= 93,39 %), 33 jüdische (= 5,07 %) und 10 katholische (= 1,54 %) Einwohner |
| • 1961: | 1392 evangelische (= 78,87 %), 352 römisch-katholische (= 19,94 %) Einwohner                   |

## Kultur und Sehenswürdigkeiten
Der 1806 von dem Lehrer Johann Petersen gegründete Männergesangverein Teutonia zählt zu den ältesten deutschen Gesangvereinen im Deutschen Chorverband (früher Deutscher Sängerbund) und ist der älteste Gesangverein im Hessischen Sängerbund.

## Verkehr
Durch Wallerstädten führt die Landesstraße L 3094, die von Groß-Gerau kommt und nach Geinsheim und Kornsand weiterführt, wo über eine Rheinfähre eine Verbindung mit Oppenheim besteht.

## Söhne und Töchter des Ortes
- Heinrich Welsch (1818–1882), Geodät und Mitglied der Zweiten Kammer der Landstände des Großherzogtums Hessen
- Franz Staudinger (1849–1921), Philosoph und Gymnasiallehrer
- Georg von Wachter (1860–1926), preußischer Generalleutnant und Kommandeur der 11. Infanterie-Brigade